# Sân bay Thessaloniki
Sân bay quốc tế Thessaloniki, "Macedonia" (tiếng Hy Lạp: Κρατικός Αερολιμένας Θεσσαλονίκης "Μακεδονία", Kratikós Aeroliménas "Makedonía") (IATA: SKG (SaloniKa Greece), ICAO: LGTS) là một sân bay cách trung tâm Thessaloniki 15 km về phía đông nam, tại Mikra, gần ngoại ô Thermaikos và các đô thị Kalamaria, Pylaia và Therma. Đây là sân bay quốc doanh lớn nhất Hy Lạp. Sân bay này được khai trương năm 1930 và hiện là sân bay bận rộn thứ 3 ở Hy Lạp, phục vụ gần 4 triệu lượt khách mỗi năm. Đang có kế hoạch nâng cấp sân bay đạt công suất 9 triệu lượt khách mỗi năm. Hiện sân bay này có 22 chỗ đỗ máy bay thân rộng và 20 chỗ đỗ máy bay nhẹ.

## Các hãng hàng không và các tuyến điểm
- Aegean Airlines (Athens, Düsseldorf, Frankfurt, Heraklion, Rhodes, Kos, Larnaca, Munich, Mytilene, Stuttgart)
- Air Malta (Malta) [seasonal]
- Alitalia (Rome-Fiumicino)
- Austrian Airlines (Vienna)
- British Airways (London-Gatwick)
- Carpatair (Timişoara)
- Cyprus Airways (Larnaca, Paphos, Paris-Charles de Gaulle)
- Czech Airlines (Prague)
- easyJet (Berlin-Schönefeld, Dortmund, London-Gatwick)
- Elbrus Avia (Nalchik)
- Israir (Tel Aviv) [seasonal]
- Germanwings (Köln/Bonn, Stuttgart)
- Air Serbia (Belgrade)
- Karat (airline) (Anapa)
- Olympic Airlines
  - Nội địa: (Athens, Chania, Chios, Corfu, Heraklion, Kalamata, Kefallonia, Limnos, Mytilene, Preveza, Rhodes, Samos, Skiros, Zakinthos)
- Rossiya (Moscow)
- Swiss International Air Lines (Zürich)
- TAROM (Bucharest-Otopeni)
- Thomsonfly (Birmingham, Bristol, East Midlands, London-Gatwick, London-Luton, Manchester, Newcastle)
- TUIfly (Düsseldorf, Munich, Stuttgart)
- Ural Airlines (Ekaterinburg) [theo mùa]